# Agema
L'agema (in greco antico: ἄγημα?, ágēma) era un reparto scelto negli eserciti degli antichi greci: in alcuni scritti identifica il corpo permanente di 300 opliti scelti (κόροι o ἱππεῖς), che costituivano la guardia del re, e che nelle evoluzioni successive fungevano da guide, caratteristica questa che avrebbe potuto dar origine al loro nome. Altri con lo stesso termine, agema, si riferiscono agli ufficiali che nello schieramento in battaglia si disponevano dinanzi ai rispettivi reparti.
Nell'esercito macedone si cita l'agema degli ipaspisti, un corpo di fanteria leggera d'élite distinto dagli altri ipaspisti comuni posto a guardia e al servizio del re. Anche per la cavalleria si costituiva la cosiddetta cavalleria della guardia, formata da elementi di particolare valore. 
Gli eserciti ellenistici e macedoni antigonici si dotavano spesso di corpi agema: Eumene ed Antigono disponevano di un agema composto da 300 cavalieri, Perseo nel 171 disponeva di 2000 peltasti, i Tolomei (a Rafia, nel 217) di 3000 peltasti, i Seleucidi di 1000 cavalieri nell'esercito di Antioco (a Magnesia nel 190 e ad Antioco Epifane nel 167).